# Petr Jiráček
Petr Jiráček, född 2 mars 1986 i Sokolov, Tjeckoslovakien, är en tjeckisk fotbollsspelare.

## EM 2012
Jiráček blev uttagen i den tjeckiska truppen till Europamästerskapet i fotboll 2012. Han gjorde mål i vinstmatchen mot Grekland, och blev matchhjälte med matchens enda mål mot hemmanationen Polen, ett mål som innebar att Tjeckien vann Grupp A.